# 钱海燕 (漫画家)
钱海燕，中国现代女漫画家，她的妮名包括“燕子”和“钱小邪”等。白羊座，钱海燕1997年毕业于山东大学中文系，现任《济南时报》编辑。

## 生平
生于山东省济南市。1998年开始漫画创作，她的著名漫画作品包括《胭脂与砒霜》、《红袖倚袈裟》、《岂有此女》、《红袖添乱》、《小女贼的细软》等。其作品被《人民日报》、《洛杉矶侨报》、《羊城晚报》、《京华时报》、《深圳特区报》、《杭州日报》、《读者》、《女友》、《朋友》（澳洲版）等近百家报刊大量转载、介绍或以专栏形式发表，受到各年龄层读者的喜爱。作品机智幽默，妩媚俏皮，具有典雅迷人的女性色彩和深沉的人文主义精神。她的绘画和写作在中国和世界各地多次获奖。

## 赞赏与批评
作为畅销漫画集的作者，钱海燕获得了许多漫画家和读者的广泛推崇。但她的作品也遭到了部分读者的斥责与不满。有人认为她在漫画中表现了极强的女权主义风格，也有人认为她的作品过于新式，超越了传统的漫画创作思维。当然，也有人赞扬她的新式创作思维，认为这正好表现了当代中国女性的变化，在艺术方面既不拘泥与中国传统文化，也不盲目地追求西方的艺术理念。

## 著作
- 《小女贼的细软》[2]
- 《小女贼在惦记》
- 《小女贼之偷香》
- 《小女贼私房画》
- 《小女贼的黑店》
- 《小女贼的猫腻》[3]
- 《历史的脸谱》
- 《那个超过100分的男人》
- 《单身女子的138条军规》[3]
- 《有关第三者的111个建议》[4]
- 《这一生我愿为你做的123件事》[5]